# 久野宗能
久野 宗能（くの むねよし）は、戦国時代から江戸時代初期にかけての武将。今川氏、後に徳川氏の家臣。遠江国久野城主。姓は久能とも。

## 生涯
大永7年（1527年）、久野忠宗の次男として誕生する。
兄・元宗の養子となるが、永禄3年（1560年）、桶狭間の戦いにおいて元宗が戦死したため家督を継ぐ。
永禄11年（1568年）、徳川家康に久野城を攻められた際、高力清長の説得によって降伏した。しかし叔父の久野宗益は今川氏真に誘われて家康を謀ろうと目論むが宗能はこれを拒絶したため合戦となり、家康の救援によって宗能は勝利を収めた。その後、甲斐国の武田信玄の西上作戦でも久野城を包囲されるが、城を堅守した。
その後も高天神城攻めなどで功績を挙げ、天正14年（1586年）には家康が羽柴秀吉と和睦するため上京した際、本多忠勝とともに随従した。天正18年（1590年）、家康が関東に移封されると下総佐倉に13,000石を与えられるが、間もなく嫡子の宗朝に家督を譲った（ただし、佐倉藩の領主変遷に関しては諸説ある）。しかし慶長元年（1596年）、宗朝が私闘の末に自害すると久野家は改易処分となり、宗能は家康より1,000石を与えられた。
慶長8年（1603年）、旧功により旧領である遠江久野に8,500石を与えられ、再び久野城主に返り咲いた。
慶長14年（1609年）10月8日に死去、享年83。家督は孫の宗成（宗朝の子）が継承したが、後に紀州藩の御附家老になっている。